# Acentrella rallatoma
Acentrella rallatoma is een haft uit de familie Baetidae. De wetenschappelijke naam van de soort is voor het eerst geldig gepubliceerd in 2011 door Burian & Myers.
De soort komt voor in het Nearctisch gebied.